# Le bleu est une couleur chaude
Le bleu est une couleur chaude  (Azul é uma cor quente em português, originalmente anunciado como Anjo Azul) é um romance gráfico francês por Julie Maroh, publicado pela Glénat, em março de 2010. A edição brasileira foi publicada pela Editora Martins Fontes em 2013. O romance conta uma história de amor entre duas jovens mulheres na França no final da década de 1990. Abdelatif Kechiche adaptou-la em 2013 com o titulo La Vie d'Adèle – Chapitres 1 & 2, um filme que foi premiado com a Palma de Ouro no Festival de Cinema de Cannes.

## Enredo
A história se passa na França, no início do novo milénio, entre os anos de 1994 a 2008. Após a morte de sua parceira Clémentine, Emma vai para a casa de dos pais de Clémentine, de acordo com a vontade de Clémentine, solicitar acesso ao seu diário pessoal. Emma tem que enfrentar a hostilidade do pai de Clémentine—desconcertado pelas boas-vindas da mãe de Clémentine. A história segue então Emma enquanto ela lê o diário de Clémentine, que conta toda a a relação entre as duas jovens, desde a adolescência de Clémentine, seu primeiro encontro com Emma e morte prematura. No início, Clémentine encontra um garoto que é um estudante do terceiro ano; ambos gostam um do outro, mas, logo depois, Clémentine torna-se intrigada por um encontro casual com uma mulher de cabelos azul nos braços de outra mulher chamada Sabine. Para Clémentine, é amor à primeira vista. Não é possível esquecer este encontro e ela começa a ter dúvidas sobre sua sexualidade, mas decide namorar o menino, porque ela quer se sentir normal. Seis meses depois, no entanto, Clémentine é incapaz de ter relações sexuais com o menino e termina com ele. Sentindo-se deprimida, ela é ajudada por um de seus amigos do sexo masculino, Valentin, para quem ela confessa tudo; Valentin diz a ela que ele já namorou um menino, o que Clémentine sente bastante reconfortante.
Pouco tempo depois, Valentin leva Clémentine para alguns bares gays. Durante a noite em um bar de lésbicas Clémentine vê a mulher de cabelo azul novamente com Sabine. A mulher de cabelo azul veem falar com Clémentine e se apresenta como Emma. As duas mantêm contanto e tornam-se amigas, enquanto Clémentine, secretamente, se apaixona por Emma. Clémentine, em seguida, tem de enfrentar a fofoca e comentários homofóbicos de alguns de seus colegas de escola, quando ouvem que ela e Emma estavam em um bar gay juntas. Algum tempo mais tarde, quando o relacionamento entre Emma e Sabine tem uma pausa (principalmente porque Sabine é, muitas vezes, traindo ela com seus amigos) Clémentine, eventualmente, confessa seus sentimentos para Emma, que também confessa que está apaixonada por ela. As garotas fazem sexo e iniciam um romance. Emma finalmente encontra forças para romper com a Sabine e começar a viver com Clémentine. Uma noite, quando as duas jovens passam a noite juntas na casa de Clémentine, Emma vai até a cozinha completamente nua, para pegar um copo de leite e a mãe de Clémentine pega ela. Os pais de Clémentine, em seguida, encontra elas nuas no quarto e a reação deles é violentamente hostil: Clémentine é jogada para fora de sua casa, junto com a Emma.
Clémentine, em seguida, começa a viver com os pais de Emma; as duas mulheres, subsequentemente, obter uma casa própria e morar lá felizes por vários anos. Emma se torna uma artista, enquanto Clémentine se torna uma professora. Emma começa a se tornar politicamente envolvidos e participa do ativismo LGBT, enquanto Clémentine prefere manter a sua sexualidade privada, porque ela ainda sofre com a rejeição dos seus pais. Um dia, Emma descobre que Clémentine a traiu com um colega; com raiva, ela rompe com Clémentine e a expulsa de casa. Clémentine, que se refugiou na casa de Valentin, torna-se depressiva e viciada em pílulas. Valentin acaba organizando uma reunião e deixa as mulheres sozinha em uma praia. Ainda apaixonadas, elas se reconciliam—mas Clémentine está doente pelo seu vício em algumas pílulas. O vício de Clémente a leva  ter crises epilépticas e ela acaba no hospital, onde Emma descobre que ela não tem permissão para vê-la. Os pais de Clémentine e Emma finalmente descobrem, tragicamente, que é muito tarde para salvá-la; o dano de seu vício é muito grande. Clémentine escreve as últimas páginas de seu diário, no hospital,e em seguida, morre. Quando Emma lê a conclusão do diário, ela se lembra que Clémentine pediu-lhe para continuar a viver a sua vida como ela sabe disso.

## História
Julie Maroh começou a história em quadrinhos, quando ela tinha 19 anos. Ela levou cinco anos para concluir. A história em quadrinhos tem sido apoiada pela Comunidade francesa da Bélgica.
De 27 a 30 de janeiro de 2011, este romance foi promovido durante o Festival Internacional de banda desenhada de Angoulême de 2011, onde é parte da seleção oficial. Durante este festival, Le bleu est une couleur chaude foi premiado com o prêmio Fnac-SNCF Essencial, eleito pelo público.

## Edições e traduções
- (Francês) Julie Maroh, Le bleu est une couleur chaude, Glénat – Hors coleção, 2010 ISBN 978-2-7234-6783-4
- Julie Maroh, Blue Is the Warmest Colour,  Arsenal de Celulose Prima, 2013 ISBN 978-1-55152-514-3
- (em castelhano) Julie Maroh, El azul es un cor cálido, Dibbuks, 2011 ISBN 978-84-92902-44-6
- (Holandês) Julie Maroh, Blauw é een warme kleur, Glénat – Hors coleção, 2011 ISBN 978-90-6969-933-2
- (em português) Julie Maroh, Azul é a cor mais quente, Editora Martins Fontes – Selo Martins, 2013 ISBN 978-85-8063-125-8
- (Grego) Julie Maroh, Το Μπλε είναι το πιο Ζεστό Χρώμα, ΚΨΜ, 2013 ISBN 978-96-0675-084-7

## Prémios
- Prémio Jovem Autor, no Salão de la BD et des de Artes Gráficas de Roubaix, 2010
- Prémio Conseil Régional no festival de Blois 2010[1]
- Fnac-SNCF Essencial de 2011 Angoulême Festival Internacional de banda desenhada
- Diploma de "Isidoro" do site altersexualite.com[3]
- Prémio BD des lycéens de la Guadalupe[4]
- Prêmio de melhor álbum internacional, durante a 4e Festival internacional de la BD d'Alger em 2011[5]

## Adaptação para o cinema
Uma adaptação para o cinema foi feita por Abdelatif Kechiche, com Léa Seydoux e Adèle Exarchopoulos nos papéis principais, que foi lançado em 2013, sob o título La vie d'Adèle. O filme, como o livro, recebeu aclamação da crítica; ele ganhou vários prêmios, incluindo o Palma de Ouro no Festival de Cannes 2013.
Enquanto os primeiros dois terços do filme são semelhantes (embora com Clémentine renomeada "Adèle"), o final é diferente do livro, em que Adèle ainda está viva, e as duas amantes se separam, devido ao que é fortemente sugerido ser diferenças irreconciliáveis entre elas.